# Cephalotaxus mannii
Cephalotaxus mannii е вид растение от семейство Cephalotaxaceae. Видът е световно застрашен, със статут Уязвим.

## Разпространение
Cephalotaxus mannii е ендемичен за южните части на Китай, Лаос, североизточните части на Индия и северните части на Тайланд, Мианмар и Виетнам. Въпреки че видът е широко разпространен, популациите му са разпокъсани и е застрашен поради изсичането на дърветата, както и поради използването на кората и листата му за медицински цели.

## Описание
Cephalotaxus mannii е дърво достигащо на височина до около 20 метра.